# Julia (nombre)
Julia es una forma femenina latina del nombre Julio y Julius. El nombre de pila Julia se había utilizado durante la Antigüedad tardía (por ejemplo con Julia de Cartago), pero se volvió raro durante la Edad Media y fue revivido solo con el Renacimiento italiano. Se hizo común en el mundo de habla inglesa solo en el siglo XVIII. Hoy en día, se usa con frecuencia en todo el mundo y en muchos idiomas.
En español existen numerosos diminutivos e hipocorísticos como: Juli, Julita o Julieta y más modernamente Julie (calco del francés y/o el inglés). 
En cuanto a Juliana, es un derivado de Juliano, que originalmente indicaba una relación de clientelismo con la gens Julia. Julieta (en italiano: Giulietta) es un diminutivo de Julia (en italiano: Giulia), llevado a la fama por Romeo y Julieta de Shakespeare.

## Significado
En latín era el nomen de la gens Julia (Iulia) considerada descendiente de Julo (o Iulo) también llamado Ascanio, hijo de Eneas. 
Una etimología propuesta ya en la Edad Antigua relaciona el nombre Iulo con la palabra en griego antiguo: ιουλος, romanizado: ioulós, utilizado como adjetivo con el significado de abundante o  suave, referido al cabello. No obstante, para los filólogos  el nombre deriva de la forma latina arcaica Iovilios que significa: consagrado a Júpiter (llamado en latín arcaico: Iouis / Iovis / Jovis ).

## Estadista
En España, Julia fue el décimo nombre más popular para las niñas nacidas en 2022 y el 88.º nombre más popular para las mujeres en el censo de 2000. Ha estado entre los 150 principales nombres dados a las niñas en los Estados Unidos durante los últimos 100 años. Fue el 89.º nombre más popular para las niñas nacidas en Inglaterra y Gales en 2007; el 94.º nombre más popular para niñas nacidas en Escocia en 2007; el decimotercero nombre más popular para las niñas nacidas en España en 2006; el quinto nombre más popular para las niñas nacidas en Suecia en 2007; el 94.º nombre más popular para niñas nacidas en Bélgica en 2006; el 53.er nombre más popular para las niñas nacidas en Noruega en 2007; el 70.º nombre más popular para niñas nacidas en Hungría en 2005; el decimonoveno nombre más popular para niñas nacidas en Columbia Británica, Canadá en 2006; el noveno nombre más popular para las niñas nacidas en Alemania en 2005; el segundo nombre más popular para las niñas nacidas en Polonia en 2013 y el nombre más popular en Austria.

## Lista de variantes
- Xhulia, Gjylië, diminutivo cariñoso: Xhuliana (albanés)
- Julie y el diminutivo Juliane (alemán)
- Улья trans. Yulie, Iulia y el diminutivo cariñoso Ульяна, trans. Yuliana (Búlgaro)
- Júlia (Catalán)
- Julie (Checo)
- Ghjulia (Corso)
- Juli, Julija (Croata)
- Júlia, diminutivos Julka, Julinka (Eslovaco)
- Julija, diminutivo cariñoso: Julijana (Esloveno)
- Juulia (Estonio)
- Jule (Euskera)
- Julie (Francés)
- Julie (Friulano)
- Ίουλα trans. Íoula, Ιουλία trans. Ioulía (Griego)
- Xulia (Gallego)
- Iulia (Hawaiano)
- Júlia, también se encuentran los diminutivos: Juli, Julinka,Juliska (Húngaro)

- Julie, July, teniendo también por variantes a Gill, Jill, Jillie, Jilly (las dos anteriores son formas diminutivas), Jools, Jules y los diminutivos: Gillian o Jillian (Inglés)
- Iúile, Síle (Irlandés)
- Júlía (Islandés)
- Giulia con Giulietta como diminutivo y Giuliana como derivado (Italiano)
- Ivlia (Latín)
- Džūlija, Jūlija (Letón)
- Julija (Lituano)
- Julie, diminutivo: Julitta (Neerlandés)
- Julcia, Julka (Polaco)
- Júlia, diminutivo: Juliana (Portugués)
- Iulia (Rumano)
- Юлия trans, Julija, Yuliya (Ruso)
- Јулија trans. Julija, Yuliya (Serbio)
- Jorna, Jillie (Sueco)
- Hülya (Turco)
- Юлія, trans. Yulie (Ucraniano)